# 2021년 캐나다 연방 선거
2021년 캐나다 연방 선거는 2021년 9월 20일 월요일 캐나다 전역에서 치러진 44번째 캐나다 하원 선거로, 총 338명의 하원의원을 선출했다.

## 참여 정당
| 정당 | 정당      | 이데올로기                            | 대표                 | 2019년 선거 결과 | 2019년 선거 결과 | 선거전 의석 |
| 정당 | 정당      | 이데올로기                            | 대표                 | 득표수 (%)       | 의석수           | 선거전 의석 |
| ---- | --------- | ------------------------------------- | -------------------- | ---------------- | ---------------- | ----------- |
|      | 자유당    | 자유주의 사회자유주의                 | 쥐스탱 트뤼도        | 33.12%           | 157 / 338        | 155 / 338   |
|      | 보수당    | 보수주의 경제적 자유주의 재정보수주의 | 에린 오툴            | 34.34%           | 121 / 338        | 119 / 338   |
|      | 퀘벡 블록 | 퀘벡 민족주의 좌익 내셔널리즘         | 이브-프랑수아 블랑셰 | 7.63%            | 32 / 338         | 32 / 338    |
|      | 신민주당  | 사회민주주의 민주사회주의             | 자그미트 싱          | 15.98%           | 24 / 338         | 24 / 338    |
|      | 녹색당    | 녹색 정치 녹색자유주의                | 애나미 폴            | 6.55%            | 3 / 338          | 2 / 338     |

## 결과
집권여당인 캐나다 자유당은 하원 338개 의석 가운데 121석의 보수당보다 많은 156개 의석을 획득하였다. 블록퀘벡당은 32석을 얻었고, 신민주당(NDP)은 27석, 녹색당은 2석을 획득하였다.
| ↓      |        |           |          |        |
| 160    | 119    | 32        | 25       | 2      |
| 자유당 | 보수당 | 퀘벡 블록 | 신민주당 | 녹색당 |